# Macarena Berlín González
Macarena Berlín González (Madrid, 20 de juliol de 1973) és una periodista espanyola.

## Biografia
Desenvolupa la seva activitat des de l'any 1996. Entra a Cadena Dial en 1999, des de llavors ha compaginat el seu treball a la ràdio amb el de presentadora i col·laboradora en diversos programes de televisió: 40 TV, Canal+, Localia, Neox, Antena 3, Cuatro, Cosmopolitan TV i més recentment a La Sexta.
Des del 23 de febrer de 2009, dirigeix i presenta el programa Hablar por Hablar a la Cadena SER (de dilluns a divendres, d'1.30 a 4.30) líder de les matinades radiofòniques, que porta més de vint-i-cinc anys en antena i que compagina amb Hora H, un espai de caràcter social que s'emet en la mateixa cadena de forma puntual i que analitza en cada edició, el perfil de dues persones d'interès amb diferents realitats.
Va presentar la XXIX edició dels Premis Ortega y Gasset de Periodisme que atorga el periòdic El País.
En 2013 realitza la locució de la introducció del disc I.R.A (Instinto, Razón, Autobiografiía) d'El Chojin, titulada Por qué I.R.A?. Va participar en l'episodi 203 de la sèrie de Telecinco Aída interpretant-se a si mateixa (a la presentadora del programa de ràdio Hablar por Hablar).
En 2010 Macarena Berlín, va rebre el Premi Nacional de Ràdio que atorga l'Acadèmia de les Arts i les Ciències radiofòniques al millor conductor de programes i en 2011 l'Antena de Oro en la categoria de Ràdio.
El 14 de maig de 2014 va començar a presentar Hoy por Hoy en el seu tram de 10:00 a 12:20 amb motiu de l'operació de cordes vocals de Gemma Nierga fins a setembre d'aquest mateix any. A partir d'aquest moment és la substituta de Gemma Nierga en períodes vacacionals o per altres causes, ho compagina amb la presentació de Hablar por Hablar.
Al setembre de 2017 comença a presentar Saber vivir en La 1. Aquest mateix any publica la novel·la Háblame bajito.
És germana del també periodista i director de Radiocable.com, Fernando Berlín González (n. 1974).